# Бона (Жерс)
Бона (фр. Bonas) насеље је и општина у јужној Француској у региону Миди Пирене, у департману Жерс која припада префектури Кондом.
По подацима из 2011. године у општини је живело 131 становника, а густина насељености је износила 12,97 становника/km². Општина се простире на површини од 10,1 km². Налази се на средњој надморској висини од 190 метара (максималној 195 m, а минималној 96 m).

## Демографија
| 1962. | 1968. | 1975. | 1982. | 1990. | 1999. | 2011. |
| ----- | ----- | ----- | ----- | ----- | ----- | ----- |
| 134   | 159   | 143   | 133   | 135   | 122   | 131   |

График промене броја становника у току последњих година